# Quasar Data Products QDP-300
Quasar Data Products QDP-300 (QDP-300) је професионални рачунар фирме Quasar Data Products који је почео да се производи у Сједињеним Америчким Државама током 1982. године.
Користио је Z80-C микропроцесорску јединицу а RAM меморија рачунара је имала капацитет од 64 KB. 
Као оперативни систем кориштен је CP/M, MP/M.

## Детаљни подаци
Детаљнији подаци о рачунару QDP-300 су дати у табели испод.
|                       |                           |
| [ 1 ]                 |                           |
| Произвођач            |                           |
| Тип                   | професионални рачунар     |
| Меморија              | 64 KB                     |
| Поријекло             | Сједињене Америчке Државе |
| Година                | 1982                      |
| Тастатура             | серијски видео терминал   |
| Процесор              |                           |
| Фреквенција процесора | 6 .                       |
| RAM                   | 64 KB                     |
| ROM                   | непознато                 |
| Текст                 | 80 стубова x 25 линија    |
| Графика               |                           |
| Боја                  | једна боја                |
| Звук                  | мали звучник              |
| Димензије             | непознато                 |
| Портови               |                           |
| Оперативни систем     |                           |